# Фридрихсхафен G.II
Фридрихсхафен G.II (нем. Fridrichshafen G.II) је двомоторни, двокрилни авион, тактички бомбардер кога је у току Првог светског рата развила и производила немачка фирма Fligeugbau Fridrichshafen GmbH за потребе немачког ваздухопловства.

## Пројектовање и развој
На расписан конкурс Немачког ваздухопловства за велике двомоторне авионе бомбардере 1915. године између осталих пријавила се и фирма Flugzeugbau Friedrichshafen GmbH са својим пројектом Фридрихсхафен G.I. Иако је пројект позитивно оцењен пројектант Karl Gehlen није био баш задовољан његовим карактеристикама.
Даљим усавршавањем овог модела добио се модел G.II. Крила су сада имала само два пара упорница са сваке стране трупа, модификован реп и појачани мотори. Повећање снаге такође је омогућило повећану носивост и уградњу другог одбрамбеног митраљеза. Посаду су и даље чинила три човека, задњи стрелац, пилот и нишанђија-бомбер, који је уједно био и извиђач.

## Технички опис
Труп авиона је потпуно дрвене конструкције и састоји се од три секције: прамчани део са местом за извиђача и спремишта за бомбе, средишни део који чини једну целину са кабинама за пилота и посматрача, средишњим делом крила и носачима мотора, и задњи део са репом авиона.
Труп је правоугаоног попречног пресека чија је носећа конструкција направљена од четири гредице смрековог дрвета које су међусобно повезане дистантним дирецима а дијагонале поља конструкције повезане жичаним затезачима. Попречне везе конструкције трупа (ребра) су направљена или од дрвених рамова или од вишеслојне шперплоче.
Прве две секције су потпуно обложене јаким шперплочама  а горњи део трупа (плафон) је благо засвођен тако да се по њему могла кретати посада. Дрвена конструкција репног дела трупа, која је била истоветна као конструкција осталог дела трупа, била је обложена облогом од импрегнираног платна.
Авион Фридрихсхафен G.II је имао два линијска шестоцилиндрична мотора Benz Bz.IV снаге 200 KS са воденим хлађењем смештених у гондоле. Гондоле су била метална кућишта смештена између горњих и доњих крила. Поред мотора у њима су били смештени хладњак за расхладну течност, хладњак за уље и резервоари за гориво и уље. Мотори су били окренути супротно од смера кретања авиона па су на вратилима мотора биле постављене дрвене двокраке потисне елисе. Са предње стране гондола налазили су се отвори за ваздух и систем за регулисање протока расхладног ваздуха.
Фридрихсхафен G.II је био двокрилац са крилима правоугаоног облика. Крила су имала класичну дрвену структуру покривену платном. Крилца за управљање авионом су се налазила и на горњим и доњим крилима, веза између горњих и доњих крилаца је била директна крутом металном шипком. Горња и доња крила су била између себе повезана упорницама и затезачима од клавирске челичне жице.  Са сваке стране крила су имала по два пара упорница. Репне, троугласте површине биле су обликоване дрвеном структуром и обложене платном.
Стајни трап се састоји од челичне конструкције са два точка која је постављена испод сваке гондоле мотора, са којима је чинила саставни део. Трећа ослона тачка авиона је била дрвена еластична дрљача уграђена испод репа авиона.
Овај авион је обично био наоружан са 2 митраљеза Парабелум LMG 14 калибра 7,92 mm. Поред митраљеза са комплетом муниције од 500 метака за сваки митраљeз, авион је могао да понесе 300 kg бомби.

## Оперативно коришћење
Фридрихсхафен G.II је произведен  у око 35 комада и као такав је 1916. године почео да се испоручује западном фронту и Солунском фронту, где се углавном користио у тактичким бомбардерским мисијама. Због великих почетних губитака у дневном бомбардовању, Немци су били приморани да врше углавном ноћне нападе са њим. Због своје мале носивости овај авион је већ током 1917. године замењен новим бомбардером Фридрихсхафен G.III а G.II је пребачен у школе за обуку пилота.

## Земље које су користиле овај авион
- Немачко царство